# 74號反坦克手榴彈
74號反坦克手榴彈，俗稱黏性炸彈，是一款英國於第二次世界大戰設計和生產的手榴彈。它是其中一種為英國陸軍和國土警衛隊而開發的反坦克武器。由於英軍在敦刻尔克大撤退時，失去了大量的反坦克炮，它此時便成為一項替代品，以解決反坦克炮數量不足的問題。
74號反坦克手榴彈由第一防衛司（MD1）設計，它內部有一個盛載硝酸甘油的玻璃球，其表面被糊上了強力黏合劑，用以固定於金屬外殼上。當使用者拉出手榴彈手抦上的針，外殼會一分為二而露出玻璃球，另一支針將啟動爆炸機制。使用者然後需要將它放上敵方坦克或其他載具，亦必需用少許力以打破玻璃球。它黏附上載具後，啟動其手抦上的槓桿會啟動一個5秒的爆炸倒數，5秒後硝酸甘油就會爆炸。 
該手榴彈的設計有幾處缺陷。測試時，它不能黏附佈滿灰塵和泥土的坦克。再者如果使用者不小心拉出它手抦上的針的話，玻璃球很容易就會黏上制服。陸軍部軍械局沒有批准英軍使用它，但英國首相溫斯頓·丘吉爾介入並批准其生產。由1940年到1943年，其生產商，凱氏兄弟公司大約生產了250萬個74號反坦克手榴彈。它的主要使用者是國土警衛隊，但在北非的英國和英聯邦軍隊亦有使用，在新幾內亞戰役亦有被澳大利亞陸軍採用。法國游擊隊亦有使用。

## 發展歷史
隨著法國戰役結束和英國遠征軍從敦刻尔克撤離，德國可能會入侵英國本土。 然而在這種情況下，英軍並沒有足夠能力保衛本土。在敦刻尔克大撤退的幾個禮拜後，英國本土只有27個師的兵力。 他們特別缺乏反坦克炮，由於有840門在撤退時遺在法國，所以本土只剩下167門，而彈藥也有匱乏的跡象，以致法規禁止任何砲彈被用於訓練目的。
基於以上問題，導致較先進的武器被優先分配給英國軍隊，國土警衛隊被迫使用一些過時的武器和彈藥。
第一防衛司的兩個成員米利斯·傑弗里斯少校 和史圖瓦·麥克雷少校，想出了一個主意，他們的主意是製造一種在拋出後會黏附上敵方坦克的手榴彈。在試驗時，麥克雷試著用橡皮泥填充進自行車橡膠內胎，但不但不夠準確，黏力也不足。 他認為球狀是最好的投擲物形狀。 英國首相溫斯頓·丘吉爾，此時關注着英國本土的反坦克防禦狀況，他得悉此款手榴彈的研發工程後，開始敦促其開發和生產。 在1940年6月，測試正式開始，手榴彈已被正式命名為「74號反坦克手榴彈」，然而測試結果並不理想，因為它不能黏附佈滿了灰塵和泥土的坦克。 因此，軍械局並沒有批准將它成為制式裝備。 然而，丘吉爾下令進行下一步測試，而下一步測試在同年7月進行，他也親自觀看了演示，之後更下令將它投入生產。 他在1940年10月的備忘錄寫着「黏性炸彈。生產一百萬個」。 它的生產由一間在斯托克波特的化學品製造公司，凱氏兄弟公司負責，它負責提供黏合劑，並裝上炸藥和雷管。 由1940年至1943年，該公司大約生產了250萬個74號反坦克手榴彈。

## 設計
手榴彈內部有一個玻璃球，其中載有約1.25磅（約0.57公斤）的硝酸甘油。玻璃球被一層彈力織物包着，彈力織物外層還塗上一些黏鳥膠。因為使用了黏鳥膠的緣故，它才得到「黏性炸彈」的綽號。 它的外殼由兩個空心的金屬半球體製成，玻璃球接着就放入外殼，外部有木製手柄固定它的位置，裡面還有一個5秒的導火線。 木製手柄上還有兩支針和一個槓桿，第一支針拉出時，外殼脫落，而第二支針則啟動它的引爆機制。這令它進入待爆狀態，槓桿同時下墜，確保引信成功，然後使用者將跑到坦克附近和把它黏到其裝甲上，使用者需使用適當力度打破玻璃球，以便將硝酸甘油淋上裝甲表面。 使用者亦可從遠處把它扔上坦克車體。
該手榴彈的設計有缺陷，使用者被建議移動到坦克附近，並把它黏到其裝甲上，而不是從遠處拋上坦克車體。因在投擲的過程中，黏鳥膠很容易黏上使用者的制服。 此外，當它存放了一段時間後，硝化甘油開始變質而變得不穩定，令使用的難度提高。 由於74號反坦克手榴彈是一種短距離武器，使用者需匿藏在戰壕裏或其他隱蔽的地方，直到坦克开近他們的藏身處，然後才能把它黏上坦克後方，因坦克後方的裝甲是最薄弱，是致命要害。 第二代的設計採用了塑料外殼，以及使用了雷管。

## 使用歷史
該手榴彈在1940年首次分配予國土警衛隊。 儘管軍械局沒有批准正規部隊使用它，一批74號反坦克手榴彈以訓練為理由被分配予國土警衛隊。 它也在北非戰場被英國和英聯邦軍隊用作反坦克武器。在1943年2月，當非洲軍向塔萊進軍時，他們利用它摧毀了6輛德國坦克。 澳大利亞陸軍也獲配一些74號反坦克手榴彈，在瓦烏戰役 和米爾恩灣戰役使用。 其中一部分更提供給法國游擊隊。

## 使用國
- [20]
- 法國游擊隊[22]
- 英国[9]
- 加拿大